# Symboles nationaux de la Hongrie

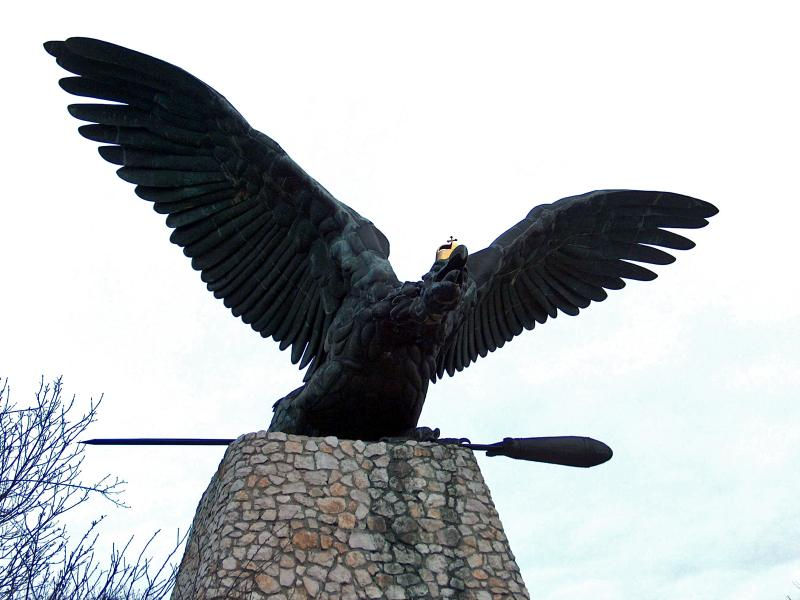
Turul, le symbole mythique hongrois

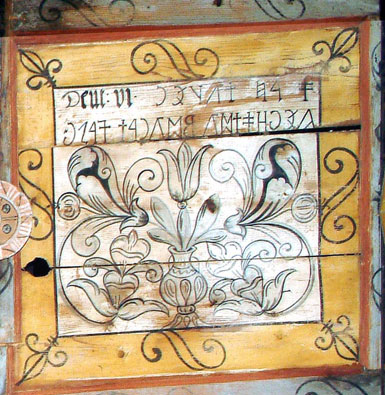
L'ancien script hongrois, l'ancien système d'écriture hongrois

Les symboles nationaux de la Hongrie sont des drapeaux, des icônes ou des expressions culturelles emblématiques, représentatifs ou caractéristiques de la Hongrie ou de sa culture. Les produits et symboles hongrois très appréciés sont appelés Hungaricum.

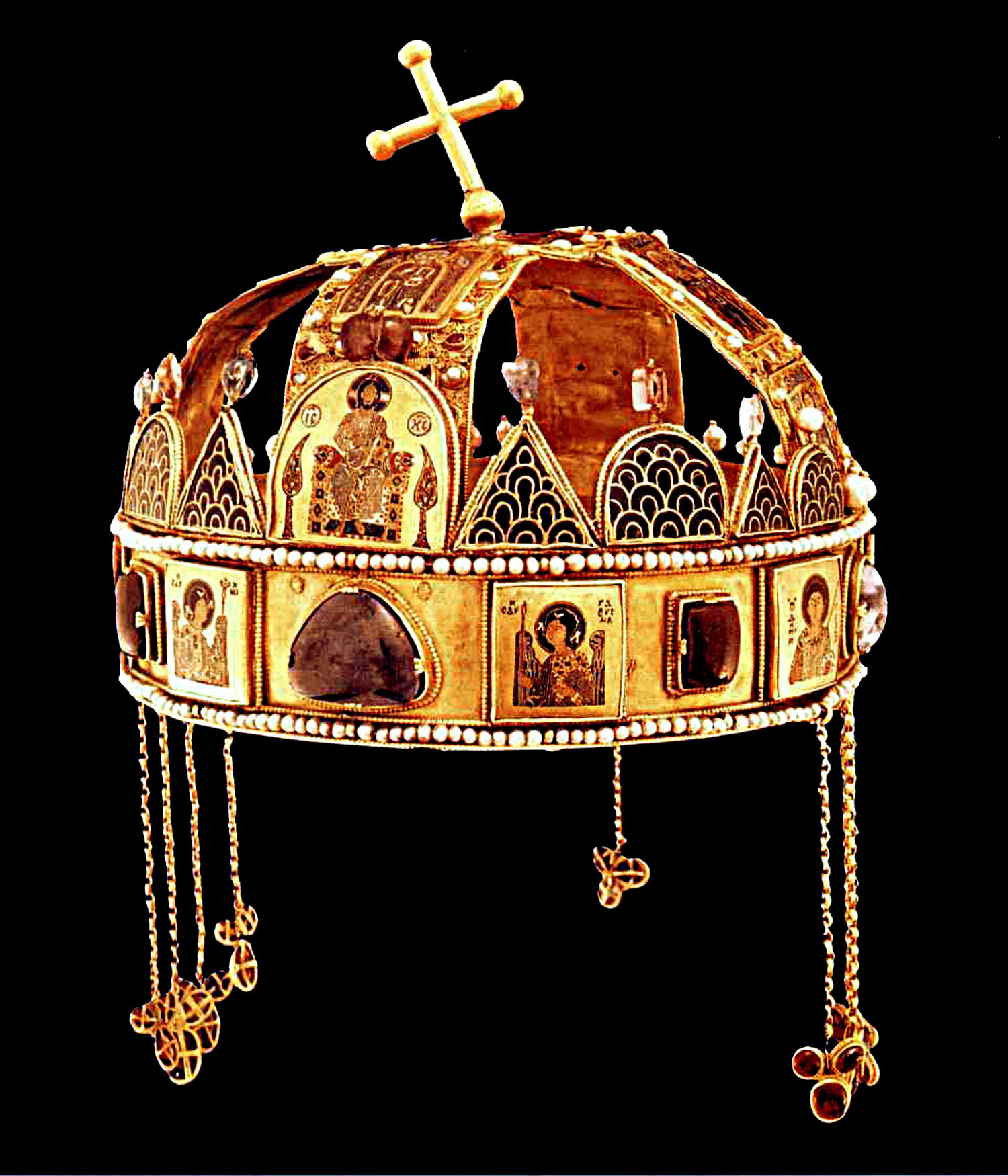
Couronne sacrée de Hongrie

## Drapeaux et blasons
Le drapeau de la Hongrie est un drapeau horizontal tricolore composé de rouge, blanc et vert. Les armoiries de la dynastie Árpád  sont également très populaires.

## Flore et faune
Près d'un cinquième du pays est boisé, mais seulement 10 pour cent en est une forêt naturelle. La Hongrie abrite quelque 2 200 espèces de plantes à fleurs et, en raison de sa topographie et de son climat de transition, beaucoup d'entre elles ne se trouvent normalement pas à cette latitude. Une grande partie de la flore des collines de Villány et de Mecsek en Transdanubie méridionale, par exemple, n'est généralement observée qu'autour de la Mer Méditerranée. Sur la colline sud Szársomlyó du Massif de Villány, le Colchicum hungaricum (Crocus hongrois) auparavant inconnu fut trouvé et décrit en 1867 par le botaniste hongrois Viktor Janka. C'est la première plante hongroise à fleurir.
La région saline de Hortobágy, dans la plaine orientale, possède de nombreuses plantes que l'on trouve normalement en bord de mer, et la région de Nyírség est connue pour ses prairies fleuries. La forêt de Gemenc sur le Danube près de Szekszárd, le Petit Balaton au centre de la Transdanubie, et la retenue de la rivière Tisza à l'est de Kecskemét sont des zones humides importantes. La plupart des arbres des forêts du pays sont des hêtres à feuilles caduques, du chêne et du bouleau, et un petit pourcentage est constitué de sapins. Depuis le XIVe siècle, plus de 250 nouvelles plantes ont colonisé la Hongrie, dont près de 70 sont considérées comme envahissantes. Plusieurs de ces plantes sont des plantes vivaces qui ont lentement extirpé certaines plantes indigènes.
Historiquement, la Hongrie était le deuxième plus grand fournisseur de Paprika aux États-Unis, bien que l'épice ne soit pas le produit d'une plante originaire de Hongrie. Le Paprika hongrois a une saveur distinctive et est très demandé en Europe où il est utilisé comme épice plutôt que comme colorant.

## Culture

### Hymne national
Himnusz a été adopté au XIXe siècle et la première stance est chantée lors de cérémonies officielles. Les paroles ont été écrites par Ferenc Kölcsey, poète de renommée nationale en 1823, et son cadre musical actuellement officiel a été composé par le compositeur romantique Ferenc Erkel en 1844, bien que d'autres versions musicales moins connues existent.

### Alimentation
Les plats traditionnels hongrois regorgent de saveurs et d'arômes piquants. Les plats sont savoureux, épicés et souvent assez lourds. Les saveurs des plats hongrois sont basées sur des traditions séculaires dans différentes méthodes d'épices et de préparation. Les ingrédients exquis sont produits par l'agriculture et l'élevage local. Le paprika, l'oignon et l'ail se trouvent partout. Au Moyen Âge, la soupe de poisson était très aimée et était le repas favoris de Hongrie. Un livre de cuisine de 1860 contenant 400 recettes de poisson. Les spécialités les plus connues de la cuisine hongroise comme la soupe de goulasch, les différentes variétés de ragoût et les Paprikás.